# 格姆克羅斯羅茲 (特拉華州)
格姆克羅斯羅茲（英語：Gum Crossroads）是位於美國特拉華州蘇塞克斯縣的一個非建制地區。該地的面積和人口皆未知。

## 地理
格姆克羅斯羅茲的座標為38°39′14″N 75°28′23″W / 38.65389°N 75.47306°W，而該地的平均海拔高度為13米（即43英尺）。